# Assemblée anti-fasciste pour la libération du peuple macédonien

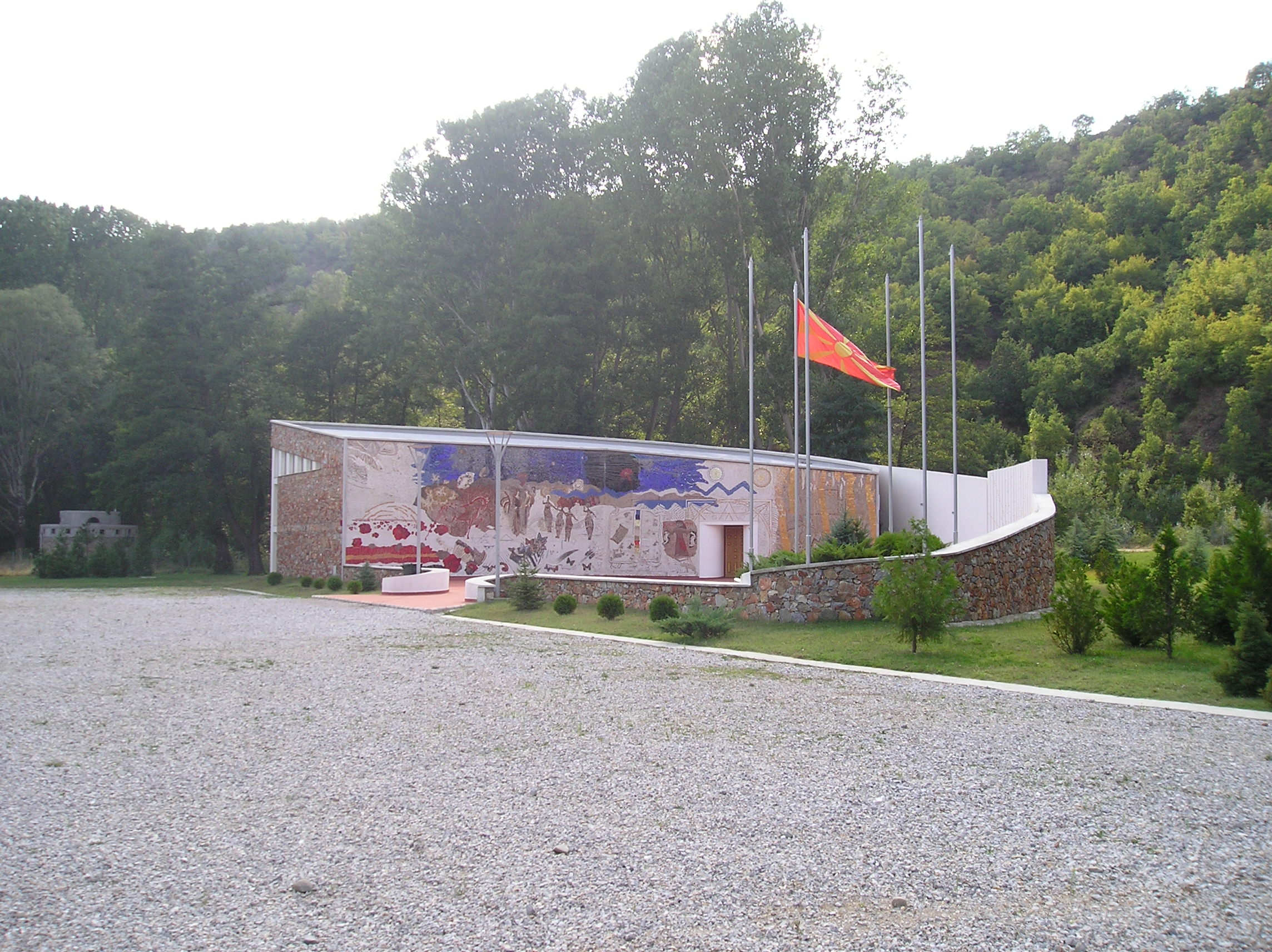
Le monument de l'ASNOM à Pelintsé

L'Assemblée anti-fasciste pour la libération du peuple macédonien (en macédonien : Антифашистичко Собрание на Народното Ослободување на Македонија, Antifašističko Sobranie za Narodno Osloboduvanje na Makedonija), communément abrégé en ASNOM) était la représentation législative créée par les Partisans macédoniens à la fin de 1944, durant la Seconde Guerre mondiale. Les résistants communistes macédoniens présentaient cette assemblée, équivalent local du Conseil antifasciste de libération nationale de Yougoslavie (AVNOJ), comme l'organe représentatif de l'État macédonien, en vue de la future réintégration de celui-ci à la Yougoslavie reconstituée. Elle comptait 115 membres non élus, mais représentant les factions locales de Résistance.

## Historique
La première session plénière de l'ASNOM fut organisée le 2 août 1944, date anniversaire de l'insurrection d'Ilinden. Elle s'est tenue au monastère de Prohor Pčinjski, près de Koumanovo et aujourd'hui en Serbie. Sa décision la plus importante fut la proclamation de la république populaire de Macédoine en tant qu'État-nation des Macédoniens. Elle prit aussi une résolution sur la standardisation du macédonien. Tous les citoyens de Macédoine sans distinction ethnique furent assurés de droits civils, de la protection de leur langue maternelle et de leur religion.

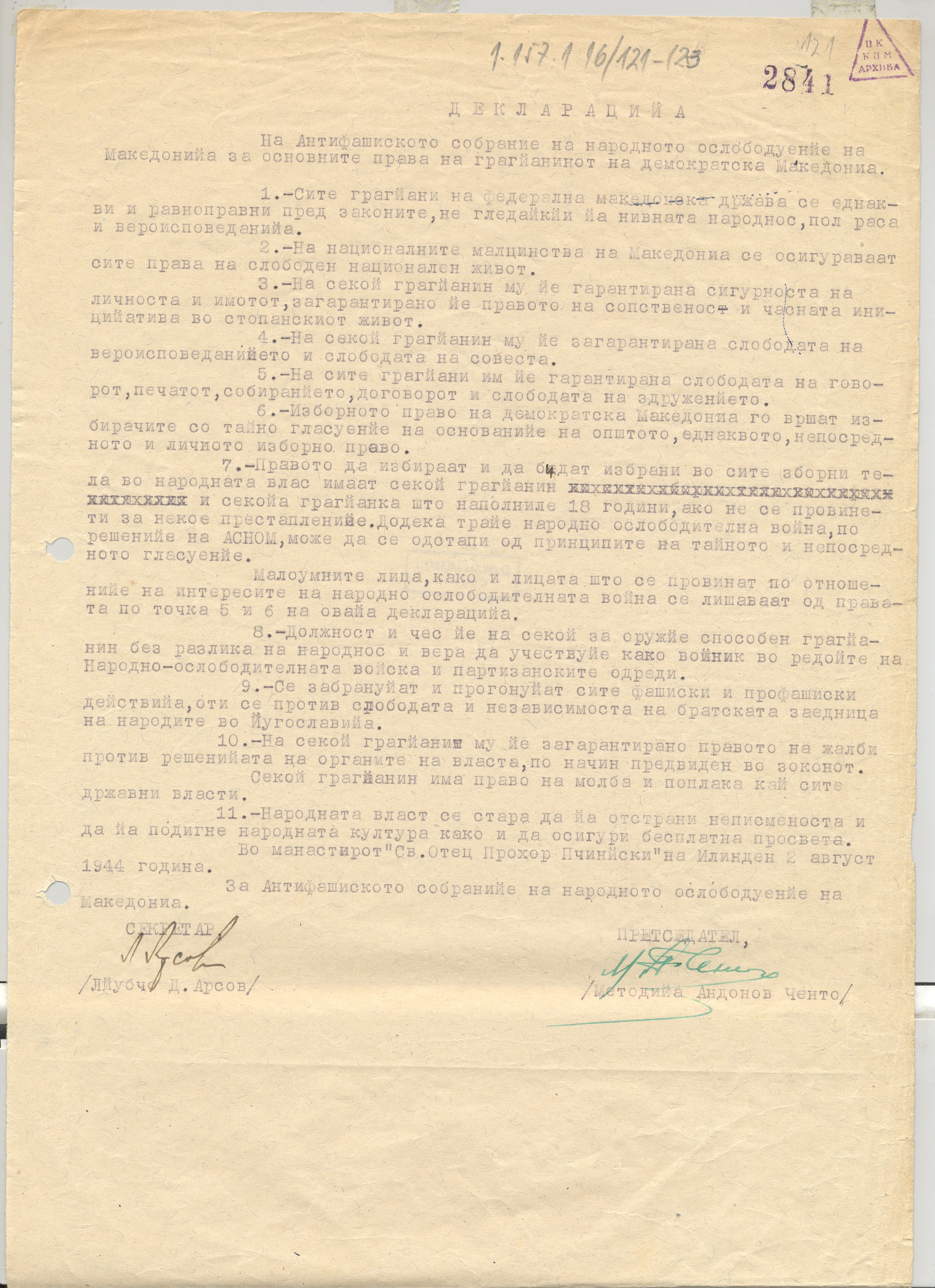
Déclaration de l'ASNOM des droits fondamentaux des citoyens de Macédoine, 2 août 1944.
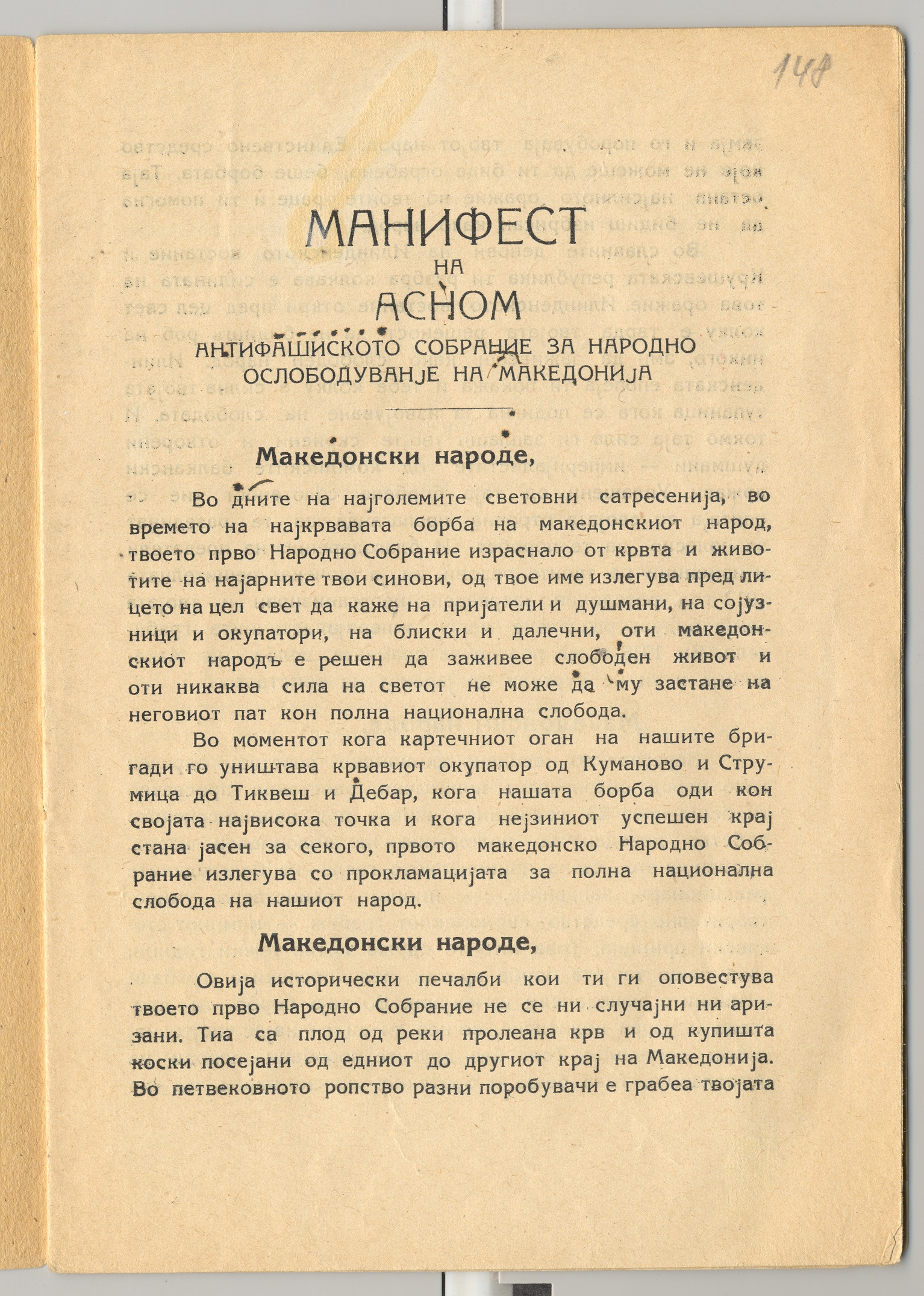
Manifeste des droits du peuple macédonien, 2 août 1944.
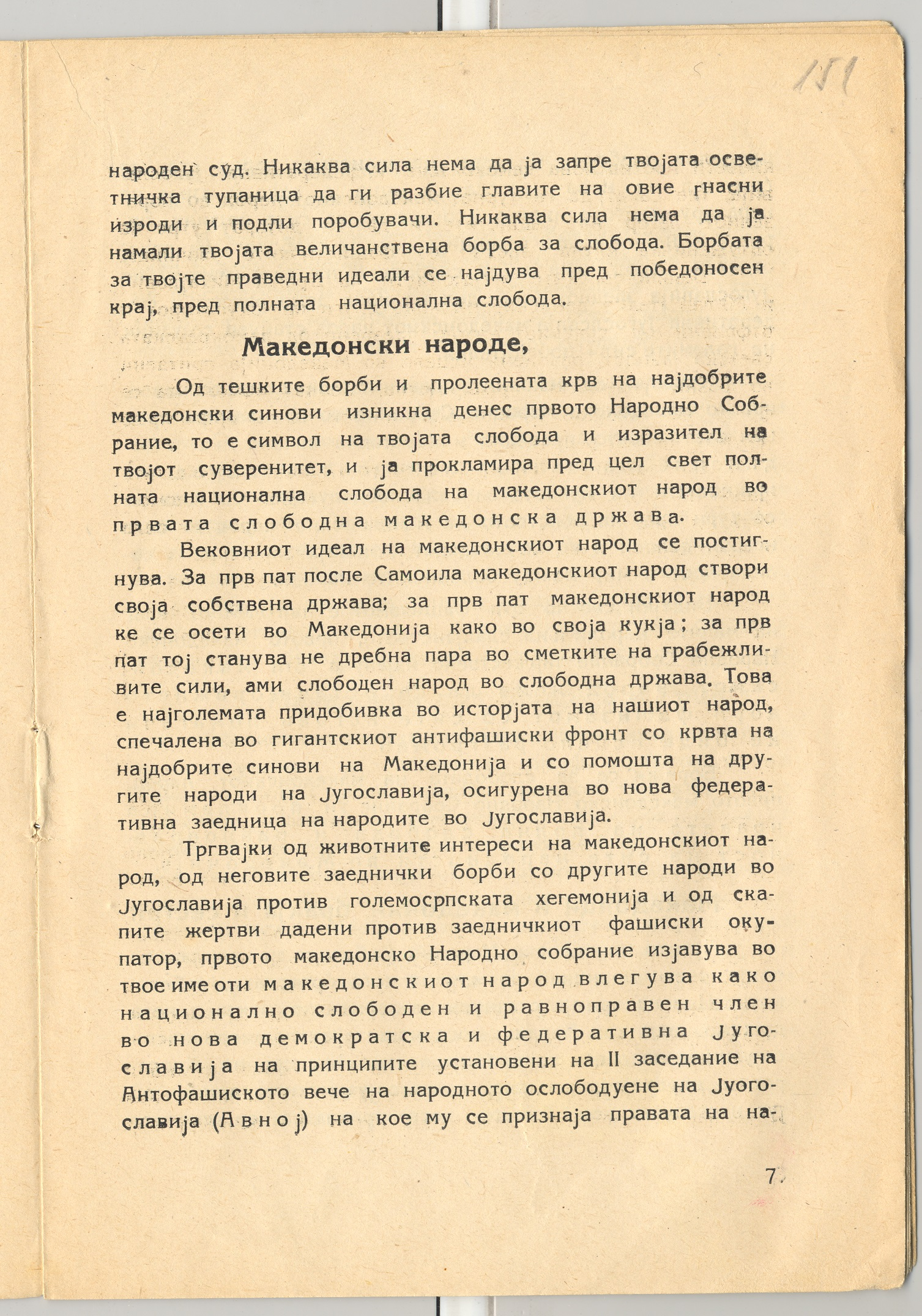
Manifeste des droits du peuple macédonien, 2 août 1944.
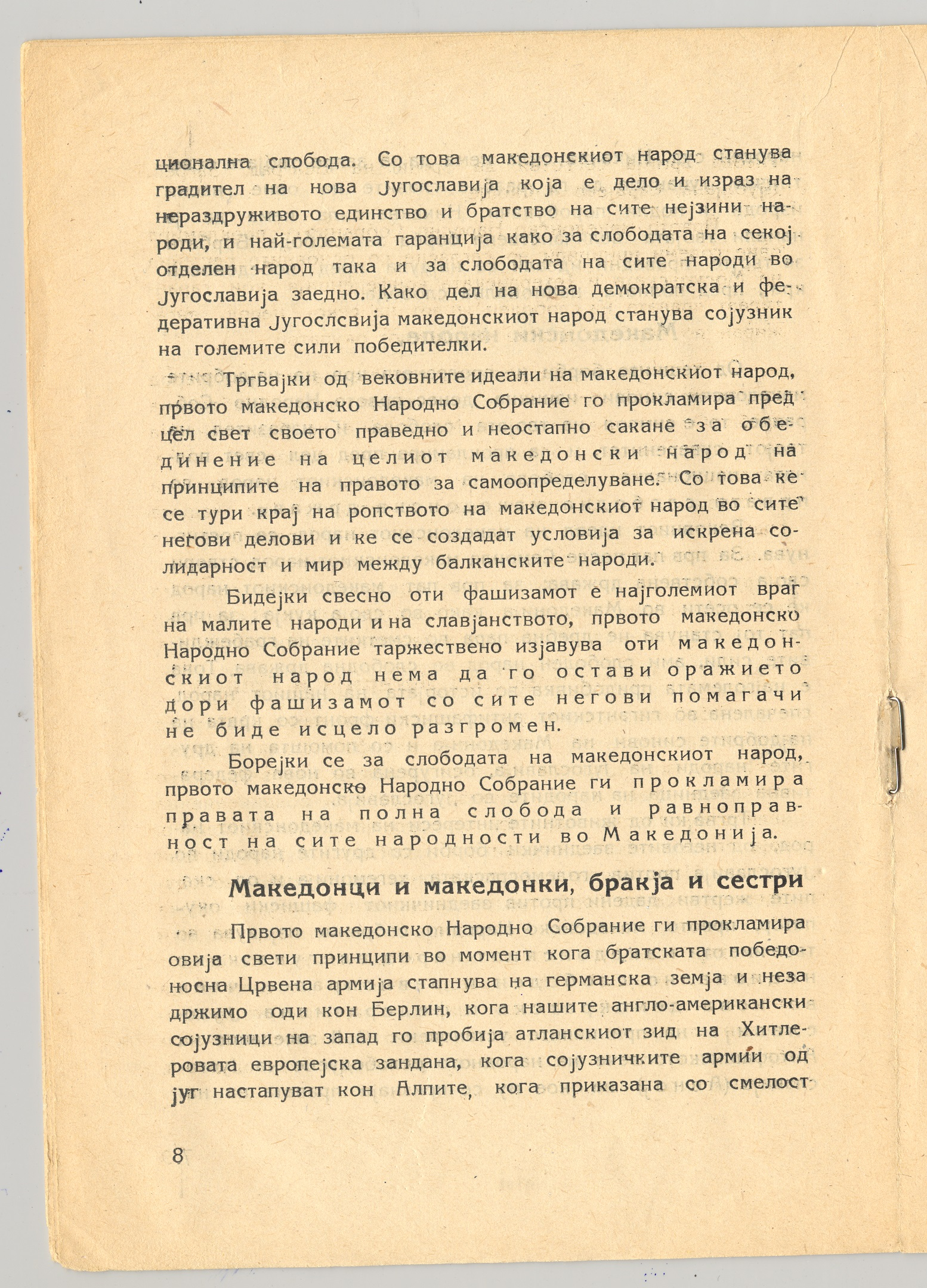
Manifeste des droits du peuple macédonien, 2 août 1944.

L'ASNOM, en tant qu'institution gouvernementale suprême, ébaucha également le futur statut de la Macédoine en tant qu'État fédéré de la Yougoslavie. L'assemblée publia un manifeste décrivant notamment la situation des Macédoniens pendant la guerre et à l'époque du royaume de Yougoslavie avant de déclarer que la « fraternité et l'unité » unissent les Macédoniens aux autres peuples yougoslaves. En mars 1945, c'est l'ASNOM qui organise les premières élections parlementaires macédoniennes.
Le président de l'Assemblée était Metodija Andonov-Čento, qui n'était pas membre du parti communiste. Son but était de créer une Macédoine réunie, c'est-à-dire avec les régions bulgare et grecque, et pleinement autonome au sein de la nouvelle Yougoslavie. Il se heurta toutefois aux autorités fédérales, qui accordaient moins d'indépendance qu'il le souhaitait aux républiques yougoslaves. Metodija Andonov-Čento entra notamment en conflit avec Svetozar Vukmanović-Tempo, cadre yougoslave envoyé en Macédoine par Josip Broz Tito, ainsi qu'avec Lazar Koliševski, chef du Parti communiste de Macédoine et futur président de la Yougoslavie.
Kiro Gligorov, premier président de la république de Macédoine en 1991, était un membre de l'ASNOM.